# Alison Bechdel
Alison Bechdel (Lock Haven, Pensilvania, 10 de septiembre de 1960) es una historietista estadounidense. Su obra Fun Home. Una familia tragicómica fue finalista del Premio del Círculo de Críticos Nacional del Libro y elegida uno de los mejores libros del año 2006 por las revistas Time, Entertainment Weekly, The New York Times, People, USA Today, Los Angeles Times, The Village Voice y San Francisco Chronicle.
Entre los años 1983 y 2008 publicó la tira cómica Dykes to Watch Out For (traducida como Unas bollos de cuidado o Unas lesbianas de cuidado), donde a través de su alter ego Mo reflejaba la complejidad de las relaciones lésbicas y los estereotipos que se asocian a ellas. En 2012 publicó ¿Eres mi madre?, una historieta autobiográfica centrada en la figura de su madre.
El crítico literario y periodista Dwight Garner destacó la influencia que había tenido Dykes to Watch Out For en una generación de lesbianas. Bechdel no se considera una activista política, aunque en sus historietas se muestra la preocupación que le produce la relación entre los ámbitos político y privado.

## Biografía

### Infancia
Nació en Lock Haven (Pensilvania) el 10 de septiembre de 1960. Su padre, Bruce Bechdel, era profesor, restaurador y dirigía una funeraria, mientras que su madre Helen enseñaba literatura inglesa en el instituto de Beech Creek, donde residían. Su padre oficiaba los funerales en una casa a la que Alison y sus dos hermanos llamaban Fun Home, en español «casa de la alegría».
Empezó a dibujar a los tres años; con el tiempo se dio cuenta del predominio de los personajes masculinos en sus dibujos y de que a ojos de los demás ser chica tenía más connotaciones negativas que ser chico, así que se dejó el pelo corto e intentó imitar el comportamiento de los chicos, lo que incluía la lectura de historietas. En esas lecturas se vio influida por las obras de Charles Addams y Edward Gorey.

### Estudios y orientación sexual
Ingresó en el Simon's Rock Early College en Massachusetts, donde obtuvo el título de grado de asociado, y a los dos años lo hizo en el Oberlin College, en Ohio, donde se tituló como Bachelor of Arts en 1981. Cuando cursaba el primer año en Oberlin confesó a sus padres su homosexualidad mediante una carta. Su padre acogió bien la noticia, pero no así su madre. Pasada una semana, Alison recibió una llamada telefónica de ésta, en la que le revelaba la homosexualidad del padre de Alison; al parecer Bruce Bechdel había mantenido relaciones con otros hombres y con adolescentes. Pasados cuatro meses desde la lectura de la carta, e inmerso en un proceso de divorcio, el padre de Alison fue atropellado por un camión y falleció en el acto. La historietista siempre ha sospechado que el atropello no fue un accidente, sino un suicidio.

### Inicios como historietista
Después de graduarse se trasladó a Nueva York, donde intentó infructuosamente ingresar en alguna escuela de arte, así que tuvo que aceptar trabajos en oficinas de publicidad. En 1983 dibujó una tira de título Marianne, dissatisfied with the morning brew: Dykes to Watch Out For, plate no. 27 (Marianne, insatisfecha con el café matutino. Dykes to Watch Out For, lámina 27). Prosiguió dibujando tiras similares y las envió al periódico WomaNews, que empezó a publicarlas. Entre 1985 y 1987 residió en Northampton y Saint Paul, hasta que se estableció en Mineápolis, ciudad que no abandonó hasta 1991. Durante los primeros cuatro años de Dykes to Watch Out For las tiras no presentaban un hilo argumental común ni mostraban personajes recurrentes. Después de la publicación por la editorial Firebrand Books del primer libro recopilatorio en 1986, Alison empezó a repetir los mismos personajes en sus argumentos, entre ellos su alter ego Mo. La tiras se incluyeron en más de cincuenta publicaciones de temática LGBT en Estados Unidos y el Reino Unido, lo que le permitió en 1990 abandonar su puesto de jefa de producción del diario Equal Time y dedicarse exclusivamente a dibujar historietas. Previamente, entre 1988 y 1990, empezó a publicar en The Advocate una tira titulada Servants to the Cause, donde narraba el día a día de unos trabajadores de una publicación LGBT.
En 1991 se trasladó a vivir a Duxbury, en Vermont. Al año siguiente comenzó una relación sentimental con Amy Rubin, con la que acabaría casándose en 2004 en San Francisco. En 1994 recibió una oferta de Universal Press Syndicate para dibujar una tira cómica gay en publicaciones generalistas, si bien esta debía contener menos carga política que Dykes to Watch Out For; después de meditarlo, Bechdel rechazó la oferta.
En agosto de 2001 se retransmitió la undécima emisión de la novena temporada del programa In the life, donde Bechdel era la protagonista de una sección. También dibujó una historieta para el libro editado por Jennifer Camper en 2005, Juicy Mother 1: Celebration, de título Oppressed minority cartoonist.

### Fun Home. Una familia tragicómica

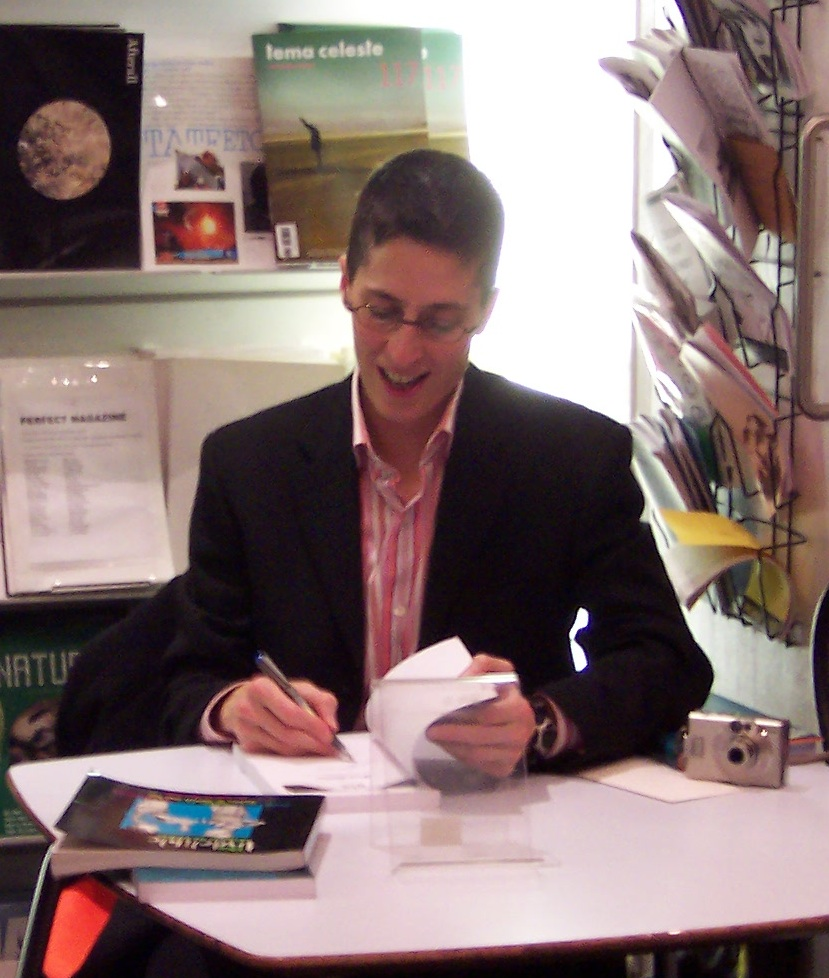
Alison Bechdel firmando ejemplares de Fun Home. Una familia tragicómica en el año 2006.

En la década de los 90 empezó a compatibilizar el dibujo de las tiras de Dykes to Watch Out For con la creación de una novela gráfica autobiográfica. Para ello se ayudó de fotografías antiguas y de noticias de los periódicos de la época de su infancia. Tras siete años de trabajo, publicó en 2006 Fun Home. Una familia tragicómica. En la obra se relata el descubrimiento de la homosexualidad de su padre y cómo Alison empieza a descubrir que su sexualidad es diferente a la de las niñas que le rodean. La historieta fue todo un éxito, elegida como uno de los mejores libros del año 2006 por prestigiosas publicaciones, tales como Time, Entertainment Weekly, The New York Times, People, USA Today, Los Angeles Times, The Village Voice y San Francisco Chronicle. En 2007 recibió el premio Eisner como mejor trabajo basado en hechos reales. También recibió el Stonewall Book Award, el Premio Literario Lambda, el Publishing Triangle-Judy Grahn Nonfiction Award y un GLAAD Media Awards. Fue finalista del Premio del Círculo de Críticos Nacional del Libro en la categoría «memorias/autobiografías», lo que convirtió a la obra en la primera historieta que optó a este galardón. Según Publishers Weekly, Fun Home. Una familia tragicómica, fue la mejor historieta del año 2006. La obra se tradujo a varios idiomas, entre ellos al español, mandarín, francés, italiano, alemán y coreano.
En el mismo año de la publicación de Fun Home. Una familia tragicómica, Alison Bechdel y Amy Rubin rompieron su relación.

### ¿Eres mi madre?

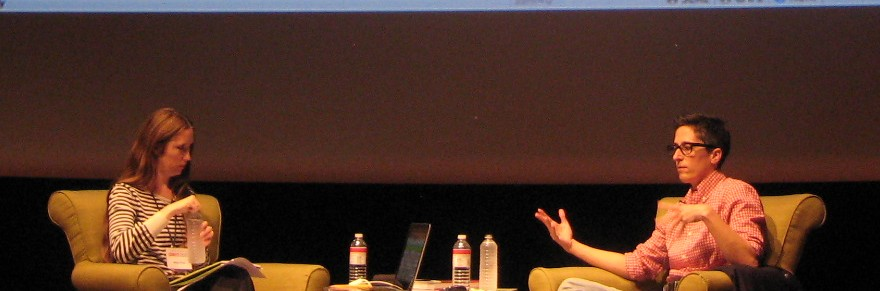
Hillary Chute y Alison Bechdel en Chicago el 19 de mayo de 2012.

En 2007 Bechdel volvió a colaborar con Jennifer Camper en el volumen Juicy Mother 2: How They Met. Ese mismo año también participó de nuevo en el programa In the life, en el capítulo Leading Ladies. Al año siguiente Alison Bechdel dejó de dibujar las tiras de Dykes to Watch Out For para centrarse en una nueva historieta biográfica centrada en la relación con su madre. Participó con unas viñetas sobre Vermont en el libro State by State: A Panoramic Portrait of America, un conjunto de relatos escritos por distintas personalidades sobre los estados de Estados Unidos. También participó en el video que se grabó basado en el libro. En 2011 fue la editora invitada de la serie anual de cómics The Best American Comics, dirigida por Jessica Abel y Matt Madden.
La historieta que narra la relación con su madre, ¿Eres mi madre?, se publicó en mayo de 2012 e incluye fragmentos de obras de Sigmund Freud, Alice Miller y Virginia Woolf. Consta de siete capítulos cuyos nombres se corresponden con conceptos de las teorías del desarrollo infantil del pediatra y psiquiatra Donald Woods Winnicott. Ese mismo mes obtuvo una Beca Guggenheim.
En la primavera de 2012 impartió, junto con Hillary Chute, el curso Lines of Transmission: Comics and Autobiography en la Universidad de Chicago. La directora Charissa King-O’Brien filmó un cortometraje, The Paper Mirror, centrado en el dibujo de un retrato de Alison por parte de la artista Riva Lehrer.
Durante la promoción de ¿Eres mi madre?, la madre de Bechdel enfermó, por lo que la historietista tuvo que suspender varias presentaciones; finalmente falleció el 14 de mayo de 2013. En 2014 Bechdel recibió de nuevo el Premio Literario Lambda a la excelencia literaria y fue elegida miembro de la John D. and Catherine T. MacArthur Foundation.
En julio de 2015 contrajo matrimonio con la artista Holly Rae Taylor.

## Críticas
Sus tiras de Dykes to Watch Out For fueron consideradas por la publicación Ms. como una de las obras más importantes dentro del ámbito de la historieta. La historietista Ellen Forney afirmó que al leerlas comprendió que se podía conseguir el interés de la gente tratando temas muy personales. El crítico y periodista Dwight Garner afirmó que la influencia de estas tiras en las nuevas generaciones de lesbianas era tan importante como lo fue para la generación anterior las novelas Rubyfruit Jungle de Rita Mae Brown y Kinflicks de Lisa Alther. La publicación Utne Reader incluyó Dykes to Watch Out For en su lista de mayores éxitos del siglo XX.
Ann Cvetkovich incluyó a Fun Home: A Family Tragicomic dentro de las historietas que abordan traumas intergeneracionales y que colocan al niño como testigo de los sucesos, junto con Maus y Persépolis. Después de su publicación se comparó la narrativa de Bechdel con la de autores como Mary Karr, Vladimir Nabokov, Marcel Proust, David Sedaris y Tobias Wolff. Inés Martín Rodrigo consideró que la obra debería convertirse en una historieta de referencia y otorgó tanta importancia al dibujo como a la narración:

Una potente autobiografía que tiene tanto de novela como de gráfica, pues si la narración de la autora se muestra ágil, vivaz y corrosivamente ácida (una acidez necesaria, no cabe duda) ante el lector, sus trazos se perfilan hasta definir un perfecto mosaico que te transporta hasta la casa de los Bechdel, haciéndote partícipe de un callejón sin salida que en (muchas) ocasiones te provoca ganas de gritar.
Inés Martín Rodrigo.

Con el libro ¿Eres mi madre? hubo más diversidad de opiniones. Dwight Garner destacó que era de peor calidad que su predecesor y que poseía un tono plano. También se acusó a la historieta de ser demasiado autoindulgente. Otros críticos opinaron que a muchos de los amantes de Fun Home les disgustaría. Para Lee Konstantinou, Bechdel consiguió con su obra encontrar nuevas formas de creación para combinar una cierta sofisticación teórica con una narración accesible. Katie Roiphe, profesora de periodismo en la Universidad de Nueva York, escribió para The New York Times:

I haven’t encountered a book about being an artist, or about the punishing entanglements of mothers and daughters, as engaging, profound or original as this one in a long time. In fact the book made such a deep impression on me that after reading it, I walked around for days seeing little bits and snatches of my life as Alison Bechdel drawings
No he encontrado en mucho tiempo un libro sobre ser artista, o sobre los enredos entre madres e hijas, tan cautivador, profundo y original como este. De hecho, me impresionó tanto que después de leerlo, vagué durante días divisando pequeños trozos y fragmentos de mi vida similares a los dibujos de Alison Bechdel
Katie Roiphe

## Estilo
El estilo como historietista de Alison Bechdel evolucionó desde las tiras de Dykes to Watch Out For hasta la novela gŕafica ¿Eres mi madre?: sus dibujos adquirieron un mayor realismo a la par que su obra se volvía más intimista. También cambió el diseño de las historietas y la forma de narrar los sucesos.
Sus primeras tiras las dibujó en blanco y negro; esto se debe a que su padre tenía cierta obsesión por los colores, lo que provocó que Alison acabara sintiendo cierta aversión hacía ellos. Además consideraba que no era necesario emplearlos para contar buenas historias.

My dad was like a color maniac, so I just decided, I don’t need color!
 I’ll just live in a black and white universe!
Mi padre era una especie de maniaco del color, así que decidí: ¡no necesito el color!
¡Voy a vivir en un universo en blanco y negro!
Alison Bechdel

Cuando empezó a dibujar Fun Home. Una familia tragicómica decidió no dejar que las manías que tenía su padre influyeran en su vida y comenzó a usar más colores en sus dibujos. El cambio empezó con la utilización de sombras en tonos turquesa. Después, con ¿Eres mi madre?, utilizó el color rojo como base para los dibujos, sobre los que aplicó una capa de tinta diluida de color gris. Con esta técnica consiguió una amplia gama de tonos y gradaciones del color. Para conseguir, por un lado, combinar las sombras logradas con la tinta diluida, y por otro, los trazos negros y definidos del dibujo, los realizó por separado empleando dos tipos distintos de papel y luego los combinó como capas en un editor de imágenes.
A menudo, para plasmar a los distintos personajes, Bechdel se fotografía a sí misma imitando sus posturas y gestos, y luego utiliza esas imágenes como referencia para sus dibujos. En sus inicios como historietista, al no estar extendido el uso de la fotografía digital, utilizaba su imagen reflejada en un espejo o conseguía que sus amigos posasen para ella. Después empezó a utilizar cámaras Polaroid para conseguir el mismo efecto, si bien no podía emplear este método con asiduidad al resultar bastante caro.

## Activismo político y censura

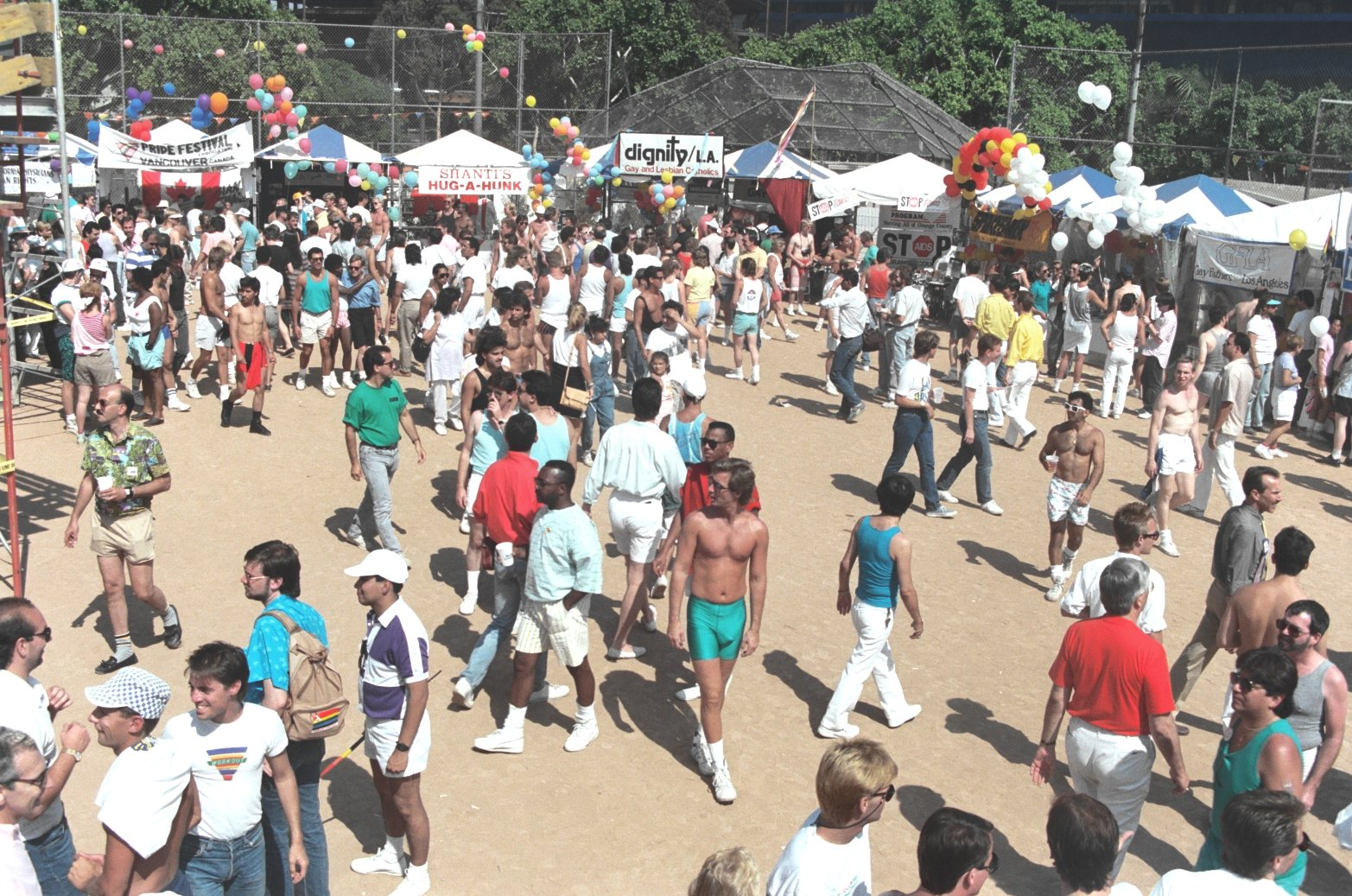
Día del Orgullo Gay en Los Ángeles, 1983. Uno de los motivos que impulsó a Alison Bechdel a publicar las tiras de Dykes to Watch Out For fue la escasa presencia de la homosexualidad en los medios de comunicación de la época.

Alison Bechdel no se considera una activista en sentido estricto, si bien reconoce que sus historietas son partidistas. Según ella, empezó a tener conciencia política a la edad de diecinueve años, cuando se dio cuenta de que era lesbiana. En una entrevista afirmó que dibujaba las tiras cómicas de Dykes to Watch Out For porque sentía que había una necesidad de representar su estilo de vida y el de sus amigas, ya que las relaciones homosexuales no tenían presencia en los medios de comunicación. En ellas también era crítica con la gestión del presidente George W. Bush y con su administración. A su vez admitió que Fun Home. Una familia tragicómica y ¿Eres mi madre?, a pesar de ser obras más intimistas, poseen contenido político: la primera trataría sobre la homofobia y la segunda sobre la misoginia.
Después de la publicación de Fun Home: Una familia tragicómica, una ciudadana de Marshall solicitó la retirada de los ejemplares de la biblioteca pública de la ciudad al considerar que la historieta era pornográfica. La biblioteca los retiró provisionalmente hasta que, pasados unos meses, se aprobó una política por la que podrían adquirirse para sus fondos obras de relevancia aclamadas por la crítica o de interés social. En 2008, un estudiante de la Universidad de Utah se negó a leer la historieta en clase de inglés y avisó a una plataforma llamada No More Pornography, que comenzó una recogida de firmas para que la universidad suprimiera la lectura de la obra. La Universidad de Utah desestimó las reclamaciones.
En la traducción al mandarín se eliminaron los dibujos que mostraban desnudos.

## Test de Bechdel

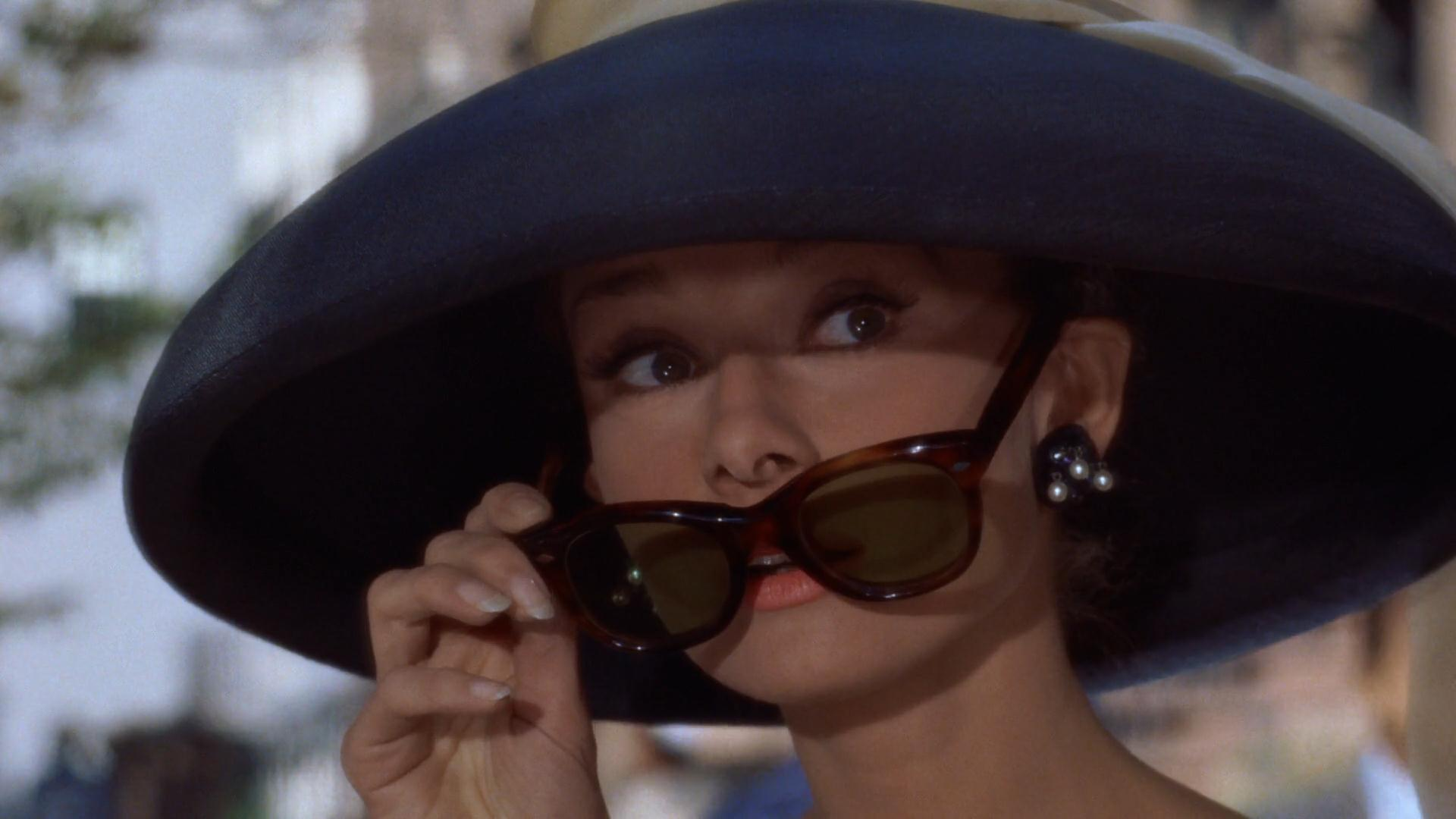
La película Breakfast at Tiffany's no supera el test de Bechdel, ya que, aunque aparece más de una mujer, solo hablan entre ellas de hombres.

En 1985 Alison Bechdel publicó una tira de Dykes to Watch Out For titulada The Rule (La regla); el argumento fue idea de una amiga de Alison, Liz Wallace, y en ella se definían unas reglas que debían de seguir las películas para no ser consideradas machistas. Esas reglas se acabaron conociendo como el Test de Bechdel. Los tres requisitos que se deben superar para aprobar el test de Bechdel son:
- En la película deben aparecer al menos dos mujeres.
- En algún momento deben hablar entre ellas.
- La conversación no debe versar sobre hombres.

Aunque la misma Alison ha reconocido que dicho test fue planteado a manera de broma y que no pretendía tomarse en serio, muchas personas han llegado a pensar que se trata de un medio de evaluación acertado, al punto de creer que en las películas que pasan el test los personajes femeninos están bien representados o son medianamente complejos. De las películas nominadas a los premios Óscar en el año 2013, la mitad de ellas superó el test, si bien en algunos casos el diálogo entre mujeres no sobrepasaba el minuto de duración. En 2013, el Instituto del Film de Suecia decidió emplear el Test de Bechdel para conceder a los largometrajes la «calificación A», que acreditaría que la película fomenta la igualdad de género.

## Obra
- 2021. The Secret to Superhuman Strength (El secreto de la fuerza sobrehumana)
- 2012. Are You My Mother? A Comic Drama (¿Eres mi madre?)
- 2006. Fun Home: A Family Tragicomic (Fun Home. Una familia tragicómica)
- 1988-1990. Servants to the Cause
- 1983-2008. Dykes to Watch Out For (Unas bollos de cuidado o Unas lesbianas de cuidado)
  - 2005. Invasion of the Dykes to Watch Out For
  - 2003. Dykes and Sundry Other Carbon-Based Life-Forms to Watch Out For
  - 2000. Post-Dykes to Watch Out For
  - 1998. The Indelible Alison Bechdel: Confessions, Comix, and Miscellaneous Dykes to Watch Out For
  - 1998. Split-Level Dykes to Watch Out For
  - 1997. Hot, Throbbing Dykes to Watch Out For
  - 1995. Unnatural Dykes to Watch Out For
  - 1993. Spawn of Dykes to Watch Out For
  - 1992. Dykes to Watch Out For: The Sequel
  - 1990. New, Improved! Dykes to Watch Out For
  - 1988. More Dykes to Watch Out For
  - 1986. Dykes to Watch Out For